# Pentheus
Pentheus (latinsky Pentheus) byl v řecké mytologii synem Kadmovy dcery Agaué a jejího manžela Echíona.
Podobně jako thrácký král Lykúrgos, ani Pentheus neuznával boha vína Dionýsa, dokonce se dá říci, že ho nenáviděl. Podle jedné verze nenávist pramenila z toho, že Pentheus sám byl nevrlý mrzout, proto zakázal hodování Dionýsa a jeho rozverné družiny.
Před jeho svátkem prý vylezl na strom a chtěl nepozorovaně zjistit, co se bude dít. Dionýsos vyzval Thébanky, aby se k jeho slavnostem připojily, a ty potom v rozjaření svého krále na stromě našly, spletly si ho se lvem a rozsápaly ho. Podle jiné verze chtěl spoutat Dionýsa, ale nebyl zcela při smyslech a místo Dionýsa svázal býka. Bakchantky se mezitím rozprchly, v extázi začaly trhat telata a potom se obrátily proti Pentheovi, který chtěl jejich řádění zastavit. Ženy se vrhly proti němu a roztrhaly ho na kusy. Zuřící ženy vedla jeho vlastní matka Agaué a vlastní rukou srazila synovi hlavu.

## Odraz v umění
První verzi tohoto mýtu zpracoval Euripidés v tragédii Bakchantky (asi v letech 408–406 př. n. l.)